# Rewolucja ideologiczna i kulturalna
Rewolucja ideologiczna i kulturalna (alb. Revolucioni Ideologjik e Kulturor) lub rewolucja kulturalna (alb. Revolucioni Kulturor) – okres przemian politycznych i społecznych w Albanii, zapoczątkowany dnia 6 lutego 1967 roku przez przemówienie I sekretarza Albańskiej Partii Pracy Envera Hodżę, inspirując się chińską rewolucją kulturalną. Jednym z powodów ogłoszenia albańskiej rewolucji kulturalnej miało być wyeliminowanie zagrożeń inwazji na Albanię ze strony obcych państw oraz możliwości pojawienia się frakcji reformistycznej wewnątrz partii rządzącej.
Władze albańskie ogłosiły wprowadzenie radykalnych zmian w Albańskiej Armii Ludowej, w biurokracji oraz w życiu religijnym. Przejawami rewolucji były między innymi represje przywódców klanów, kolektywizacja rolnictwa, industrializacja, migracja ludności ze wsi do miast, zniesienie stopni wojskowych, likwidacja wszystkich ministerstw oraz zwalczanie religii. Zachęcano również komunistycznych studentów oraz robotników do stosowania siłowych taktyk mających na celu zniechęcanie do praktykowania religii.

## Represje na tle religijnym
W sierpniu 1945 roku weszła w życie ustawa o reformie rolnej, na mocy której znacjonalizowano między innymi większość majątku instytucji religijnych; już wtedy duchowni byli sądzeni, torturowani oraz skazywani na karę śmierci. Od albańskiej społeczności muzułmańskiej państwo wywłaszczyła 3163 hektary ziemi oraz około 61 tys. drzew oliwnych. Mimo rozpoczęcia stosowania represji wobec duchownych, w 1946 roku uchwalono konstytucję gwarantującą wolność religijną.
W styczniu 1949 roku władze albańskie wydały dekret regulujący działalność związków wyznaniowych; wszelkie nominacje, a nawet ogłoszenia parafialne wymagały uzyskania aprobaty ze strony władz. Związkom wyznaniowym zabroniono również prowadzenia działalności edukacyjnej, posiadania nieruchomości na własność oraz prowadzenia szpitali i instytucji filantropijnych. Wspólnoty religijne mające siedzibę poza Albanią, jak zakony jezuickie oraz franciszkańskie, zostały objęte zakazem prowadzenia działalności w kraju .
W latach 50. władze albańskie całkowicie przejęły kontrolę nad islamskimi związkami wyznaniowymi oraz wyeliminowały duchownych przeciwnych polityce Envera Hodży; podobne kroki podjęto w przypadku duchownych Autokefalicznego Prawosławnego Kościoła Albanii. Głównym obiektem prześladowań był jednak Kościół rzymskokatolicki, ponieważ był dobrze zorganizowany oraz utrzymywał bliskie relacje z Watykanem; w latach 1945–1953 zmniejszono liczbę kościołów rzymskokatolickich z 253 do 100, a katolików piętnowano jako faszystów, mimo że wśród kolaborantów z włoskimi władzami katolicy stanowili mniejszość. W 1955 roku wprowadzono podatek katastralny dla związków wyznaniowych.
Po zerwaniu stosunków Albanii ze Związkiem Radzieckim w 1961 roku odbył się IV Zjazd Albańskiej Partii Pracy; nasiliła się również propaganda antyreligijna, wydano kilkadziesiąt książek oraz publikacji propagujących walkę przeciwko religii oraz zakazano organizowania uroczystości religijnych, uważanych przez władze za zacofane zwyczaje; zastąpiono je świętowaniem rocznic partyjnych oraz urodzin albańskiego przywódcy Envera Hodży.
W 1966 roku odbył się V Zjazd partyjny, na którym Enver Hodża w swoim przemówieniu nazwał walkę klas jako walkę z religią oraz wezwał do walki kulturalno-edukacyjnej przeciwko religii, w ramach albańskiej rewolucji kulturowej utworzono nawet sztab do kierowania walką przeciwko wyznaniom, na czele którego stanął Ramiz Alia. Wyburzono ponad 2100 budynków sakralnych, natomiast zachowane przekształcano w koszary wojskowe, magazyny bądź ośrodki kultury. Przed wyburzeniem ocalało tylko około 120 obiektów sakralnych w całej Albanii. W 1967 roku również unieważniono dekret, który regulował działalność związków wyznaniowych. Duchowieństwo było poddawane szykanom, pozbawianiu wolności, karze śmierci bądź obowiązku poszukiwania pracy w przemyśle lub rolnictwie; część duchownych pod wpływem władz przeszła na ateizm. Doszło nawet do podpalenia kościoła franciszkańskiego w Szkodrze, w wyniku którego zginęło czterech mnichów.
9 czerwca 1973 roku otworzono Muzeum Ateizmu w Szkodrze. Władze Albanii opublikowały oficjalną listę imion zalecanych do nadania po narodzeniu dziecka; nie cieszyła się ona popularnością, więc dnia 23 września 1975 roku wprowadzono dekret zakazujący nadawania imion chrześcijańskich oraz jednocześnie zobowiązujący obywateli Albanii noszących takowe imiona do ich zmiany.
W 1976 roku uchwalono nową konstytucję, według której państwo nie uznaje żadnej religii oraz wspiera ateizm państwowy; rok później zaktualizowano kodeks karny, według którego produkcja, dystrybucja lub przechowywanie literatury religijnej był zagrożony karą od 3 do 10 lat pozbawienia wolności. Zdecydowano również o zmianie nazw około 90 miejscowości położonych na terenach południowej Albanii, zamieszkanych przez etnicznych Greków; nazwy wcześniej związane ze świętymi prawosławnymi, zostały przemianowane na świeckie.
Mimo kampanii antyreligijnej Envera Hodży, która doprowadziła do wyeliminowania formalnego kultu religijnego, część Albańczyków nadal potajemnie praktykowała swoją wiarę. W 1980 roku jeden z jezuitów został skazany na karę dożywotniego pozbawienia wolności za ochrzczenie nowo narodzonych bliźniąt swojego siostrzeńca.